# Дейв Мастейн
Девід Скотт Мастейн (англ. David Scott Mustaine; нар. 13 вересня 1961, Ла Меса, штат Каліфорнія, США) — гітарист, композитор та вокаліст треш-метал гурту Megadeth. Журнал Guitar World включив Мастейна у свій список 100 найкращих гітаристів світу на 12 місце.

## Біографія

### Початок
Дейв народився 13 вересня 1961 року у місті Ла Меса, штат Каліфорнія, у сім'ї Емілі (англ. Emily) та Джона (англ. John) Мастейнів. Дейву було всього 4 роки, коли літом 1965 року його батьки розлучилися. Дружина з дітьми втекли, але і після цього Джон Мастейн не перестав тероризувати їх. Більшу частину своєї юності Дейв проводить зі своєю матір'ю та сестрами, котрі постійно переїжджали, щоб уникати зустрічей з батьком. Він згадує, що жили вони доволі бідно і в ті часи єдиною опорою для нього була музика. Осінню 1969 року, коли Дейву було 8 років, мати змогла назбирати грошей і купити сину акустичну гітару. Але ранні спроби навчитись грати на інструменті не увінчались успіхом, а лише дратували його старшу і сестру і вона сказала сховати гітару подалі і ніколи більше не грати. Скоро Мастейн знаходить собі нове захоплення, яке дало йому змогу виприснути на зовні всю злість — бейсбол. У лютому 1975 року вся сім'я переїхала жити до старшої сестри Дейва Сюзанни. Сюзанна так само жила в Каліфорнії, але вже окремо з власною сім'єю. Осінню 1976 року Дейв зняв собі окрему квартиру і почав заробляти продажем марихуани і з головою поринув у світ музики та наркотиків. Одна з його клієнток часто була без грошей, але працювала у музичній лавці. Вона пропонувала йому музичні альбоми таких гуртів як Iron Maiden та Judas Priest. Весною 1978 року Мастейн кидає школу і цілком і повністю переключається на електрогітару. Граючи швидше і важче ніж свої хард-рок кумири він збирає свою першу рок групу Panic. Гурт не здобув ніяких успіхів, але сам Мастейн написав 3 пісні, які в майбутньому увійшли в перший альбом Metallica. А сама група дорогою додому з їхнього першого концерту врізалась в залізничну будку. Загинув звукооператор та ударник, групі настав кінець.

### Metallica
Восени 1981 року Мастейн побачив в газеті оголошення, що в групу потрібний гітарист, авторами оголошення були хлопці з Metallica. Без особливих труднощів Мастейн потрапляє в групу. Однак в рядах Metallica він довго не затримався. У той час група знаходилась на грані нової музичної культури під назвою треш. Складаючи такі пісні, як «Jump in the Fire», Metallica починає відкриту боротьбу проти глем-груп, які в той час домінували на Лос-Анджелеській сцені. Цілий рік гурт відточував свою музичну майстерність та шукав фірмовий звук у невеликих клубах. І разом з тим хлопці доводили, що їхній бандитсько-хуліганський імідж — це не просто позерство. Одного разу у гурті сталась серйозна сварка через собак Мастейна, які подряпали машину Рона Макговні, але все вирішилось доволі мирно — наступного дня Мастейн попросився назад до гурту і його прийняли. Після цікавого випадку з гітарою все того ж Рона Макговні, до якого був причетний Мастейн, перший іде з гурту. Metallica був потрібний новий басист. Розглядались кандидатури багатьох, але найбільше підходив Кліфф Бертон. Він ставить умову: або ви переїжджаєте у Сан Франциско, або я не буду з вами працювати. Недовго думаючи, група переїхала. Нова домівка групи скоро стає меккою всього хеві-металу. Пісні Metallica не крутили по радіо, їх не показували по MTV, про них не писали в журналах, але група продавала до 3-х тисяч квитків на свої виступи. На концертах групи «страшний» Дейв зразу приковував до себе увагу публіки. Metallica дуже скоро зібрала свою армію прихильників, підлітків вихованих на групах нової хвилі британського хеві-металу. До початку 1983 року Metallica випустила демо-збірку із 7 пісень під назвою «No Life 'Til Leather». Цей запис скоро стає легендарним серед метал-андеграунду США. У березні 1983 він потрапляє до рук музичного менеджера Джона Зазули. Він переконав групу, що треба їхати в Нью-Йорк і записувати платівку. По прибуттю, Мастейна зразу ж звільняють. Джеймс Гетфілд згадує, що спосіб життя Мастейна не вписувався в ніякі рамки і всі боялись, що одного прекрасного дня він їх всіх повбиває.

### Megadeth
Наступні 4 дні Дейв провів в автобусі. Музикант повертався в Лос Анджелес. Більш за все на світі він жадав помститися. Мастейнівські плани проти Metallica набрали конкретних обрисів коли він познайомився з Девідом Еллефсоном. Мастейн швидко взяв його під своє крило і познайомив з важким роком та наркотиками. Двоє друзів стали шукати вокаліста в свою групу, але для такого жорсткого стилю ніхто не підходив. Близько півроку гурт витратив на пошуки вокаліста, але так нікого й не знайшовши, Мастейн вирішує співати самотужки. Ще до того, як група була повністю укомплектована, назва для неї вже була готова. На відповідне слово Мастейн наткнувся у найтяжчий для нього час. Дорогою з Нью-Йорка він побачив в газеті слова якогось сенатора про ядерний потенціал і арсенал Megadeath і вирішив, що це чудова назва для пісні. Однак, пізніше цю пісню Дейв назвав Set The World Afire, а слово Megadeath без однієї букви «а» стає назвою гурту. Чутки про появу нової групи раптово розлетілись по метал-андеграунду. Група стала організовувати виступи. Публіка з радістю сприйняла творчість людини, чиї маніакальні нахили не підійшли Metallica. Потрохи він втілював у реальність свій план помсти. Але зимою 1983 року старі приятелі з Metallica випускаюсь свою платівку, на якій були мастейнівські теми. Все це тільки підсилило бажання Дейва розгромити свою колишню групу. Він додав швидкості в мегадетівські пісні і став писати ще більш нігілістичні тексти. В той же час Мастейн підсідає на наркотики. Його бажання саморуйнування зустрілось з таким же бажанням інших учасників групи. Такий безрозсудний стиль життя музикантів тільки сприяв популярності гурту.
У червні 1985 року гурт випускає свій перший альбом — Killing Is My Business... and Business Is Good!. Запис альбому розтягувався і ускладнювався через наркотичну залежність всієї групи. Половину грошей виділених на його запис, а виділено було 8000$, хлопці витратили на наркотики та алкоголь. Альбом отримав схвальні відгуки у виданнях присвячених строго хеві-металу і в звичайних рок-журналах. Однак, якщо музика на платівці була вище всяких похвал, то оформлення було схоже на невдалий жарт. Довгі роки воно не давало спокою Мастейну, аж у 2002 році виходить нове видання. В підтримку свого альбому Megadeth відправились у тур через усю Америку.
У метал-андеграунді група викликала істерію, а у світі звичайних людей — жах. Батьки жорстоко критикували групу за їхній диявольський вигляд та криваві тексти, однак молоді, яка вважала, що її позбавили усіх прав, їхня музика була, як бальзам на душу.
Літом 1986 року група підписує контракт з Capitol Records. У листопаді того ж року виходить наступний альбом — Peace Sells… but Who's Buying?. У порівнянні з попереднім альбом, цей був величезним стрибком вперед. Прихильники заслухували платівку до дірок, критики писали найпозитивніші відгуки, кількість проданих екземплярів досягло відмітки у 500 000 тисяч (цей показник сильно перевершив попередній альбом — 100 000 копій), але це не зробило Мастейна і його товаришів щасливими. Metallica все рівно були по переду. В групі наростали неприємності, учасники перестали ладити між собою, доходило навіть до бійок.
Зимою 1986 року Еліс Купер ангажував групу виступати в нього на розігріві під час його тривалого турне. Хуліганський стиль життя настільки вразив бувалого рокера, що той запросив їх побесідувати, проте, як згадують самі музиканти, до його слів вони не прислухалися. Серйозна наркотична залежність почала відображатися на виступах групи. Особливо це було помітно, коли Дейв і компанія не могли дістати героїн. На прохання близьких і друзів зав'язати з наркотиками музиканти не реагували. Через 4 роки після свого народження група опиняється на грані кінця: Кріса Поланда та Гара Самуельсона звільняють, а Дейв та Еллефсон щільно сидять на креку та кокаїні. Будучи вже закінченими наркоманами два Дейви заручаються підтримкою нових музикантів і в січні 1988 видають свою нову платівку під назвою So Far, So Good... So What!. На ній Мастейн розкриває себе із зовсім неочікуваного боку. Його пісня In My Darkest Hour стає свого роду метал-елегією. Вона написана в пам'ять про Кліффа Бертона, який загинув у вересні 1986 року.
Літом 1988 року Еллефсон лягає в клініку для наркоманів. Разом з ним лягає і Мастейн, це був перший з його 15 візитів у заклад подібного типу. Через кілька тижнів після виходу з клініки Мастейн знову береться за старе.
У березні 1988 року Мастейна заарештовують за перевищення швидкості. Чудом було те, що він міг вести машину у такому стані. В той момент він знаходився у стані серйозного наркотичного сп'яніння.
Осінню 1989 року Дейва просять записати кавер-версію пісні Еліса Купера No More Mr. Nice Guy для фільму Уеса Креймора Шокер. До того моменту Мастейн ледве функціонував. Кліп запросили знімати Пенелопу Сфіріс (англ. Penelope Spheeris) . Вона згадує, що Дейв не міг одночасно грати і співати. Після цього він робить вчинок, який від нього аж ніяк не чекали — він просить допомоги. Дейв зателефонував Елісу Куперу і той сам запропонував допомогти. З цього часу Мастейн вважає Купера своїм хресним батьком. З допомогою Еліса Дейв робить ще одну спробу кинути наркотики. Він зумів протриматися рік.
У вересні 1990 року, вже з новим складом, Megadeth випускає справжній хеві-метал шедевр — альбом Rust in Peace. Він швидко стає платиновим і вважається прихильниками групи одним з найкращих. Цей альбом показав групу, як справжнього монстра хеві-металу. Але випробування виявилось нелегким. Мастейн та Еллефсон були фізично виснаженні та знаходились на грані фінансової прірви.
У 1992 році Дейв починає підпрацьовувати кореспондентом на MTV. У той час знаменитий музичний телеканал проводив спеціальну акцію, ціль якої була зацікавити молодь політикою.
Наступний альбом групи Countdown to Extinction дебютував в чартах на 2-й сходинці. Це був перший альбом групи пісні з якого почали крутити по радіо та MTV. Тільки в США альбом розійшовся тиражем більше 2 мільйонів копій. Група стала грати на стадіонах. Але в той же час Metallica випускає свій альбом і він дебютує на 1-му місці. Дейв був зовсім пригнічений. Було видно, що він не витримав і знову повертається на стару дорогу, знову скочується до наркотиків. Група дійсно була на вершині успіху. Вони готувались дати концерт у лютому 1993 на Будокані. За кілька днів до відльоту в Токіо хлопці давали концерт в Орегоні. На цьому концерті Дейв виглядав жахливо. Після виступу Мастейн проковтнув жменю валіуму. Коли швидка доправила його до лікарні він видавав лише незрозуміле бурмотіння. У лікарні Дейва вдалося воскресити, коли він прийшов до тями, його перевезли у реабілітаційний центр. З мрією про виступ на Будокані було покінчено, турне відмінили. Пройшовши реабілітаційний курс Дейв вирішив жити за новими правилами, які передбачали сеанси групової терапії між репетиціями. Прийнявши тверде рішення відмовитись від наркотиків, Дейв став вимагати того самого і від своїх гітаристів. Попри те, що Мастейн був дуже нетерплячий коли йшлось про вживання наркотиків кимсь з його музикантів, сам він скоро знову взявся за це діло.
Незабаром після того, як група випустила Youthanasia Мастейн починає колотися розчином героїну. У листопаді 1994 року його помістили в клініку для лікування від наркозалежності. Це була вже його 15 реабілітація. Зараз Дейв вважає, що зав'язав з наркотиками остаточно.
Наступний альбом Cryptic Writings стає справжнім хітом. Усі три сингли попадають на верхівку чарту. Це був великий успіх для групи. Проте наступний альбом приніс групі більше розчарувань, аніж радості. Risk не виправдав покладених на нього надій. Наступний альбом Дейв продюсує сам. У ньому він повертається до трешу. The World Needs A Hero отримав доволі різні відгуки критиків. У січні 2002 в Мастейна знаходять камені в нирках, пізніше до цього діагнозу додається пошкодження променевого нерву. 3 квітня Дейв оголосив про розпуск групи. Пройшовши 4-х місячну фізіотерапію він знову починає грати на гітарі. Після року реабілітації Мастейн повертається в студію і вирішує записати альбом, проте сольно. Але згідно з контрактом він був змушений випустити його під іменем Megadeth. Тож він вирішив відновити класичний склад групи: сам Дейв, Девід Еллефсон, Марті Фрідмен, Нік Менца. Еллефсон та Фрідмен відмовились, а от Нік погодився. Але Мастейн сам вигнав його за кілька тижнів зі словами, що тому вже не вистачає майстерності. Альбом був записаний із музикантами, які мали працювати над сольним альбомом. Вважалось, що він буде останнім альбомом групи. У вересні 2004 року виходить альбом. В ньому хлопці вернулись до трешу, що викликало схвалення у старих фанатів групи.
У 2005 році Мастейн вперше організовує щорічний фестиваль під назвою Gigantour. Після цього група не припинила свого існування, як планувалось і випустила ще 3 альбоми : United Abominations(2007), Endgame(2009) та TH1RT3EN (2011). Останній завоював позитивні відгуки критиків, що не скажеш про останній альбом Metallica. Дейв таки зумів помститися, але вже тоді, коли їхній конфлікт, за словами обох сторін, був вичерпаний.

## Характер
Усі музиканти, яким доводилось працювати з Мастейном в один голос заявляють про його важкий характер. Можливо саме тому за всю історію Megadeth через групу пройшло 23 музиканти. Керрі Кінг грав деякий час з Мастейном, але довго це не тривало. Вони серйозно посварились і ще довгий час не надто ввічливо відгукувались один про одного на публіці. Кінг заявив, що Мастейн для нього великий гітарист, але лицемір. Зрештою вони помирились. У 2004 році, коли Дейв воскресив групу, Еллефсон подає в суд на Мастейна, бо той нібито не зважив на його права на Megadeth. Суд не задовольнив його позов, а на Мастейна він так розізлився, що на офіційному сайті не було жодної згадки про Megadeth. У 2010 році Еллефсон повернувся у групу, з цього можна зробити висновок, що ворожість між музикантами зникла. Та й ще задовго до його повернення вони заявляли, що помирилися.

## Інструменти
Гітари
Підсилювачі